# 한복 입은 남자
한복 입은 남자(Man in Korean Costume)는 1617년 경에 페테르 파울 루벤스가 그린 작품으로, 1983년에 J. 폴 게티 미술관에 소장되었다.